# The Rescue (filme de 1929)
The Rescue é um filme mudo de romance/aventura produzido nos Estados Unidos e lançado em 1929.